# 天野重知
天野 重知（あまの しげのり、1909年1月1日 - 2003年12月30日）は、元忍草入会組合長。元忍草国有入会地守る会会長。元富士山自動車株式会社代表取締役。元忍野村村長。父親は県会議員であった。

## 略歴
- 1909年 - 山梨県忍野村忍草（しぼくさ）に生まれる。
- 1933年12月 - 富士山自動車株式会社の代表取締役に就任。
- 1939年 - 30歳で忍野村長に就任。
- 1947年 - 村民とともに忍草入会組合を結成。
- 1999年 - 90歳にして忍草国有入会地守る会を結成。
- 2003年7月 - 94歳にして忍野村長選に再び立候補を表明し、話題となる（最終的には天野康則（あまのやすのり、1942年6月6日生）が村長に選出されている）。
- 2003年12月30日 - 肺炎のため死去[1]。享年94。